# Слонимский район
Сло́нимский райо́н (бел. Слонімскі раён) — административная единица на юге Гродненской области Республики Беларусь. Административный центр — город Слоним.
Численность населения — 59 900 человек (на 1 января 2025 года).

## Административное устройство
В состав района входит 148 населённых пунктов и 9 сельсоветов:
- Деревновский
- Деревянчицкий
- Жировичский
- Мижевичский
- Новодевятковичский
- Озгиновичский
- Озерницкий
- Павловский
- Сеньковщинский

Упразднённые сельсоветы:
- Большешиловичский
- Василевичский
- Селявичский

8 января 2023 года Василевичский и Сеньковщинский сельсоветы Слонимского района Гродненской области объединены в одну административно-территориальную единицу — Сеньковщинский сельсовет. 

## География
Площадь 1500 км² (9-е место среди районов).
Западная часть района располагается в границах Слонимской возвышенности, северо-восточная — на окраине Новогрудской возвышенности, северная — в Неманской низине, восточная и южная части — на Барановичской равнине. Большая часть района находится на высоте 180—200 м. В северо-восточной части наивысший пункт — 223 м.
Средняя температура января: — 5,4 градуса по шкале Цельсия, июля: + 17,8 градусов по шкале Цельсия. За год выпадает 592 мм осадков. Продолжительность вегетационного периода — 196 суток.
По территории района протекает река Щара с притоками Бабочка, Гривда, Берёза, Исса, Зельвянка.
34,8 % территории района занимают леса. Наибольшие массивы — хвойные, березовые, еловые и дубовые.

## Геральдика
Герб города Слонима утверждён решением Слонимского городского исполнительного комитета от 30 апреля 1998 года № 194. Зарегистрирован в Гербовом матрикуле Республики Беларусь 28 мая 1998 года № 13.
Флаг города Слонима и Слонимского района учреждён Указом Президента Республики Беларусь от 9 сентября 2009 года № 450 и зарегистрирован в Государственном геральдическом регистре Республики Беларусь 25 сентября 2009 года № Б-173. Одобрен решением Слонимского районного исполнительного комитета от 20 августа 2007 года № 657.

## История
На реке Щара, при впадении реки Исса, в XI веке возник город Слоним. Территория Слонимского района за свою историю успела побывать в составе Киевской Руси, Великого Княжества Литовского, Речи Посполитой, Российской империи и Польской Республики. В результате Польского похода РККА в сентябре 1939 года Белорусской ССР была возвращена отторгнутая от неё Польшей по условиям Рижского мирного договора Западная Белоруссия.
- 15 января 1940 года образован Слонимский район в первоначально составе Барановичской области.
- 8 января 1954 года после укрупнения областей БССР он перешёл в Гродненскую область[7].
- 20 января 1960 года в состав Слонимского района из упразднённого Козловщинского района переданы 3 сельсовета — Войневичский, Деревновский и Новоселковский[7][8].
- 17 апреля 1962 года к Слонимскому району присоединены 4 сельсовета упразднённого Зельвенского района — Голынковский, Козловичский, Костровичский и Плятеничский[7].
- 25 декабря 1962 года к Слонимскому району присоединены 10 сельсоветов упразднённого Дятловского района, а также городские посёлки Дятлово и Козловщина[7].
- 7 марта 1963 года Слоним отнесён к городам областного подчинения[7].
- 6 января 1965 года повторно образован Дятловский район, ему передано 11 сельсоветов и городские посёлки Дятлово и Козловщина[7].
- 19 января 1965 года городской посёлок Альбертин, а его территория присоединена к Слониму[7].
- Около 1963—1965 годов к Слонимскому району присоединён Каролинский сельсовет Волковысского района (ранее он находился в Зельвенском райне)[7].
- 30 июля 1966 года повторно образован Зельвенский район, ему передано 5 сельсоветов[7].
- 18 марта 1967 года к Слонимскому району присоединён Костровичский сельсовет Зельвенского района[7].
- Указом Президента Республики Беларусь от 4 января 2002 года № 6 Слонимский район и город Слоним объединены в одну административно-территориальную единицу – Слонимский район с административным центром город Слоним[9].

## Демография
Численность населения — 59 900 человек (на 1 января 2025 года), в том числе городское — 48 402 человек (Слоним — 48 402 человек), сельское — 11 498 человек.
Население составляет 61 414 человек, в том числе в городе — 49 113 жителей (на 1 января 2023 года).
| Численность населения (по годам) | Численность населения (по годам) | Численность населения (по годам) | Численность населения (по годам) | Численность населения (по годам) | Численность населения (по годам) | Численность населения (по годам) | Численность населения (по годам) | Численность населения (по годам) | Численность населения (по годам) |
| 1996                             | 2001                             | 2002                             | 2003                             | 2004                             | 2005                             | 2006                             | 2007                             | 2008                             | 2009                             |
| -------------------------------- | -------------------------------- | -------------------------------- | -------------------------------- | -------------------------------- | -------------------------------- | -------------------------------- | -------------------------------- | -------------------------------- | -------------------------------- |
| 76 800                           | ▼73 459                          | ▼72 710                          | ▼71 891                          | ▼71 095                          | ▼70 387                          | ▼69 404                          | ▼68 658                          | ▼68 027                          | ▼66 776                          |
| 2010                             | 2011                             | 2012                             | 2013                             | 2014                             | 2015                             | 2016                             | 2017                             | 2018                             | 2019                             |
| ▲67 154                          | ▼66 534                          | ▲66 723                          | ▼65 718                          | ▼65 517                          | ▼65 371                          | ▼65 090                          | ▼64 761                          | ▼64 117                          | ▼63 687                          |
| 2020                             | 2021                             | 2022                             | 2023                             | 2024                             | 2025                             |                                  |                                  |                                  |                                  |
|                                  |                                  |                                  | 61 414                           |                                  | ▼59 900                          |                                  |                                  |                                  |                                  |

### Национальный состав
| Национальный состав по переписи населения 2009 года | Национальный состав по переписи населения 2009 года | Национальный состав по переписи населения 2009 года |
| Народ                                               | Численность                                         | %                                                   |
| --------------------------------------------------- | --------------------------------------------------- | --------------------------------------------------- |
| Белорусы                                            | 57 825                                              | 85,94 %                                             |
| Русские                                             | 5598                                                | 8,32 %                                              |
| Поляки                                              | 1808                                                | 2,69 %                                              |
| Украинцы                                            | 1169                                                | 1,74 %                                              |
| Цыгане                                              | 89                                                  | 0,13 %                                              |
| Татары                                              | 68                                                  | 0,1 %                                               |
| Армяне                                              | 47                                                  | 0,07 %                                              |
| Азербайджанцы                                       | 42                                                  | 0,06 %                                              |
| Немцы                                               | 39                                                  | 0,06 %                                              |
| Литовцы                                             | 36                                                  | 0,05 %                                              |
| Молдаване                                           | 23                                                  | 0,03 %                                              |
| Евреи                                               | 22                                                  | 0,03 %                                              |
| Грузины                                             | 16                                                  | 0,02 %                                              |
| Чуваши                                              | 16                                                  | 0,02 %                                              |
| Мордва                                              | 12                                                  | 0,02 %                                              |

## Экономика
Полезные ископаемые: торф, мел, песчано-гравиевый материал, глина, предназначенная для глубокой керамики, строительные пески и сапропель.
Среднемесячная номинальная начисленная заработная плата (до вычета подоходного налога и некоторых отчислений) в 2017 году в районе составила 614 руб. (около 305 долларов). Район занял 10-е место в Гродненской области по уровню зарплаты (средняя зарплата по области — 703,2 руб.) и 77-е место в стране из 129 районов и городов областного подчинения.

### Сельское хозяйство
Под сельскохозяйственные угодья занято 51,3 % территории. Основными отраслями сельского хозяйства являются: мясо-молочная отрасль, льноводство, птицеводство, выращивание зерновых и кормовых культур, картофеля. В районе 4 районных унитарных сельскохозяйственных предприятий, 10 сельскохозяйственных производственных кооперативов, фермерское хозяйство, птицефабрика.
Общая посевная площадь сельскохозяйственных культур в организациях района (без учёта фермерских и личных хозяйств населения) в 2017 году составила 47 788 га (478 км²). В 2017 году под зерновые и зернобобовые культуры было засеяно 21 450 га (5-е место в области), под сахарную свеклу — 1240 га, под лён — 1000 га, под кормовые культуры — 21 370 га (3-е место в области).
Валовой сбор зерновых и зернобобовых культур в сельскохозяйственных организациях составил 83,7 тыс. т в 2015 году, 65,6 тыс. т в 2016 году, 64,6 тыс. т в 2017 году. По валовому сбору зерновых в 2017 году район занял 10-е место в Гродненской области. Средняя урожайность зерновых в 2017 году составила 30,1 ц/га (средняя по Гродненской области — 39,7 ц/га, по Республике Беларусь — 33,3 ц/га). По этому показателю район занял 12-е место в Гродненской области. Валовой сбор свеклы сахарной в сельскохозяйственных организациях составил 51,8 тыс. т в 2016 году, 44,2 тыс. т в 2017 году. По валовому сбору сахарной свеклы в 2017 году район занял 15-е место в Гродненской области. Средняя урожайность сахарной свеклы в 2017 году составила 356 ц/га (средняя по Гродненской области — 533 ц/га, по Республике Беларусь — 499 ц/га); по этому показателю район занял 16-е место в Гродненской области. В 2017 году было собрано 704 т льноволокна (урожайность — 7 ц/га).
На 1 января 2018 года в сельскохозяйственных организациях района (без учёта фермерских и личных хозяйств населения) содержалось 36 тыс. голов крупного рогатого скота, в том числе 12,7 тыс. коров, а также 25,3 тыс. свиней и 288,5 тыс. голов птицы. По поголовью крупного рогатого скота и свиней район занимает 11-е место в Гродненской области, по поголовью птицы — 2-е.
В 2017 году предприятия района произвели 6,9 тыс. т мяса (в живом весе), 43,5 тыс. т молока и 44,6 млн яиц. По производству мяса район занимает 12-е место в Гродненской области, по производству яиц — 2-е. Средний удой молока с коровы — 3441 кг (средний показатель по Гродненской области — 5325 кг, по Республике Беларусь — 4989 кг); по этому показателю район занимает 17-е (последнее) место в области.

### Промышленность
В 2009 году в целом по району произведено на 454 млрд рублей промышленной продукции.
Современный Слоним — город с довольно развитой промышленностью. здесь работает 21 промышленное предприятие. Основные крупные предприятия: ОАО «Слонимский мясокомбинат», удельный вес предприятия в объёме промышленного производства составляет более 40 %, ОАО «Слонимская камвольно-прядильная фабрика»(удельный вес предприятия в объёме промышленного производства составляет более 9 %),ОАО «Слонимский картонно-бумажный завод „Альбертин“», ОАО «Слонимский льнозавод», УДП «Слонимский винодельческий завод», филиал «Слонимский хлебозавод», ОАО «Слонимский завод сухого обезжиренного молока» и др.
Ведущие предприятия экспортеры — ОАО «Слонимский завод сухого обезжиренного молока», ОАО «Слониммебель». Экспортно-импортные операции осуществляются с 29 странами мира. Основными торговыми партнерами являются: Россия, Украина, Киргизия, США, Польша, Германия, Чехия и др.
Торговое обслуживание в районе осуществляется 329 объектами розничной торговли и общественного питания различных форм собственности. Действует 2 рынка и 1 мини-рынок. Предпринимательской деятельностью в сфере торговли занято более 500 индивидуальных предпринимателей.
В Слонимском районе строительство осуществляют пять строительных организаций: ДП «Слонимская МПМК — 163», ДП «Слонимская МПМК — 164», ОАО «Строительное управление 187», ООО «Зодчий», СРП «Слонимская СПМК-64».

## Транспорт
Через район проходят железнодорожная линия Гродно — Барановичи.
| Автодороги проходящие через Слонимский район                                          | Обозначения |
| ------------------------------------------------------------------------------------- | ----------- |
| Барановичи — Зельва — Волковыск — Гродно                                              | Р99         |
| Слоним — Деречин — Мосты — Скидель — граница Литовской Республики (Поречье)           | Р41         |
| Бытень — Слоним — Дятлово — Лида — Вороново — граница Литовской Республики (Бенякони) | М11 E 85    |
| Слоним — Ружаны — Пружаны — Высокое                                                   | Р85         |

## Здравоохранение
В 2017 году в учреждениях Министерства здравоохранения Республики Беларусь в районе работало 226 практикующих врачей и 763 средних медицинских работника. В пересчёте на 10 тысяч человек численность врачей — 35,2, численность средних медицинских работников — 119 (средние значения по Гродненской области — 48,6 и 126,9 на 10 тысяч человек соответственно, по Республике Беларусь — 40,5 и 121,3 на 10 тысяч человек). Число больничных коек в учреждениях здравоохранения района — 424 (в пересчёте на 10 тысяч человек — 66,1; средние показатели по Гродненской области — 81,5, по Республике Беларусь — 80,2). По обеспеченности населения больничными койками район занимает одно из последних мест в области.

## Образование и культура
В Слониме находятся: 3 городских стадиона, 1 бассейн (на территории ОАО «Слонимский мясокомбинат»), 30 спортивных залов, 6 спортивных детско-юношеских школ(бокс, художественная гимнастика, гандбол, футбол, гребля на байдарках и каноэ, легкая атлетика, каратэ, бильярд, картинг, шашки).
В системе образования в районе работают 26 дошкольных учреждений (12 — общего развития, 12 — с тематической направленностью, 1 специальное учреждение для детей с особенностями психофизического развития, центр развития ребёнка), 31 учреждение общего среднего образования, 8 внешкольных учреждений, 3 специальных учреждения, 2 учебно-производственных комбината.
В 2017 году в районе насчитывалось 29 учреждений дошкольного образования (включая комплексы «детский сад — школа») с 2,9 тыс. детей. В 2017/2018 учебном году в районе действовало 25 учреждений общего среднего образования, в которых обучалось 6,9 тыс. учеников. Учебный процесс обеспечивали 969 учителей. В среднем на одного учителя приходилось 7,2 учеников (среднее значение по Гродненской области — 7,9, по Республике Беларусь — 8,7).
Население района обслуживается 78 учреждениями культуры: 37 библиотеками, районным Домом культуры (работает 22 творческих коллектива, 7 имеют звание «народный», 1 «образцовый», в районе 14 коллективов со званием «народный» и «образцовый»). Имеется районный Дом ремесел, 27 клубов и Домов культуры, 2 клуба фольклора, 4 Дома социально-культурных услуг, Слонимский районный краеведческий музей имени И. И. Стабровского, 3 детские музыкальные школы и 2 школы искусств. С 1990 года в городе открыто государственное учреждение культуры «Слонимский драматический театр». Жителей города также обслуживает кинотеатр в Слонимском центре культуры и отдыха, видеосалон. 
В Слонимском районном краеведческом музее в 2016 году насчитывалось 26,2 тыс. музейных предметов основного фонда. В 2016 году музей посетили 16,5 тыс. человек (по этому показателю музей занимает 8-е место в Гродненской области).
Также расположены в Слониме:
- Музейная комната белорусского поэта, писателя О. А. Лойко в Слонимской районной библиотеке имени Я. Коласа
- Музей белорусской книги в Слонимской районной библиотеке имени Я. Коласа
- Народный музей революционной и боевой славы имени А. С. Жуковского ГУО "Средняя школа № 4 имени П. И. Батова г. Слонима"
- Музей ГУО "Гимназия № 1 г. Слонима"
- Литературно-этнографический музей "Литературная Слонимщина" ГУО "Средняя школа № 8 г. Слонима"
- Музей «Военная история Слонимщины» ГУО "Средняя школа № 9 г. Слонима"
- Этнографический музей-мастерская «Беларускае мястэчка»

## Достопримечательности
В районе находится памятник истории и архитектуры — православный Жировичский Успенский мужской монастырь, в комплекс которого входят:
Успенский собор (1650), колокольня монастыря (1828), Ккрестовоздвиженская церковь (1769), Явленская церковь (1796), Свято-Георгиевская церковь, здания семинарии (XVII—XVIII), жилые и хозяйственные корпуса. На территории монастыря действует Минская духовная семинария.
Также на территории района располагаются: 
- Михайловская церковь XIX века (д. Острово)
- Николаевская церковь 2-й половины XIX века (аг. Деревная)
- Церковь Рождества Пресвятой Богородицы XIX века (аг. Мижевичи)
- Костёл 2-й половины XIX века, начала XX века (д. Селявичи)
- Православная церковь Св. Николая (1867) в аг. Озерница
- Церковь Казанской Божьей Матери в аг. Большие Шиловичи
- Часовня-усыпальница в аг. Деревянчицы

### Природа
- На территории района находится государственный ботанический заказник дикорастущих лекарственных растений республиканского значения. Также имеется 2 ландшафтных геоморфологических заказников природы местного значения: Загорьевский и Борковский Концовоморенские массивы. Кроме того, имеется 13 памятников природы.
- Смолжовский Большой камень — геологический памятник республиканского значения

## Галерея
- Православная церковь Св. Николая в Озерница
- Михайловская церковь в Острово
- Церковь Казанской Божьей Матери в Большие Шиловичи
- Свято-Троицкая церковь в Деревная